# Przymiłowice-Podgrabie
Przymiłowice-Podgrabie – część wsi Przymiłowice w Polsce położona w województwie śląskim, w powiecie częstochowskim, w gminie Olsztyn.
W latach 1975–1998 miejscowość administracyjnie należała do województwa częstochowskiego.
Przed 2023 r. miejscowość była miejscowością podstawową typu wieś.